# Junya Tanaka
Junya Tanaka (田中 順也, Tanaka Jun'ya, Tóquio, 15 de julho de 1987) é um futebolista japonês que atua no Vissel Kobe, do Japão, como ponta-de-lança.

## Carreira
Em junho de 2014, proveniente do Kashiwa Reysol, Tanaka assina pelo Sporting CP por quatro épocas, no valor de 50 mil Euros, ficando com uma cláusula de rescisão no valor de 60 milhões de euros.
Em janeiro de 2016, Tanaka regressou ao Kashiwa Reysol por empréstimo do Sporting Clube de Portugal.

### Vissel Kobe
No dia 28 de dezembro de 2016, Tanaka, é vendido ao Kobe, ficando o Sporting CP, com 50% do passe do atleta numa futura venda.

## Títulos
Kashiwa Reysol
Copa do Imperador2012 e 2013
Supercopa do Japão2012
Copa da Liga Japonesa2013
Vissel Kobe
- Copa do Imperador: 2019

### Sporting CP
'Taça de Portugal': 2014/15